# ジャン＝バティスト・ドルーエ (エルロン伯爵)
エルロン伯爵ジャン＝バティスト・ドルーエ（Jean-Baptiste Drouet, Comte d'Erlon、1765年7月29日 - 1844年1月25日）、通称デルロンは、ナポレオン戦争で活躍したフランスの将軍である。ワーテルローの戦いで第1軍団を率いて戦ったことで有名であり、晩年にフランス元帥となった。

## 生い立ち
1765年7月29日、ランスで生まれる。

## フランス革命戦争
1782年、義勇兵としてフランス軍に入り、5年後に退役。1792年に再入隊した。急速に昇進し1794年から1796年までルフェーブル将軍の副官を務める。1799年には少将となり、マッセナ将軍のスイス作戦に参加。1800年のホーエンリンデンの戦いではモロー将軍の下で戦うが負傷する。1803年、中将に昇進。

## 第一帝政時代
1805年-1806年の戦役では、アウステルリッツの戦いをベルナドット元帥の第1軍団で戦った後、イエナの戦いの勝利に貢献した。続いてダンツィヒ攻囲戦ではルフェーブル元帥を支援したランヌ元帥の参謀長として降伏条件を取りまとめた。1807年のフリートラントの戦いで重傷を負い、レジオンドヌール勲章グラントフィシエを授与される。そしてエルロン伯に叙せられた。
1809年のドナウ戦役で一時、第7軍団を指揮するが、1810年からスペインへ派遣される。半島戦争のほとんどで軍団長を務め、将軍としての名声を高めた。1813年7月のマヤ峠の戦いではヒル将軍率いるイギリス軍を破っている。
1814年にナポレオンが退位するとブルボン家への忠誠を誓い、第16師団長となる。間もなくオルレアン派との関係を疑われ逮捕されるが脱走し、エルバ島から帰還したナポレオンと合流した。

## ワーテルロー
ワーテルロー戦役では、第1軍団の指揮を任された。

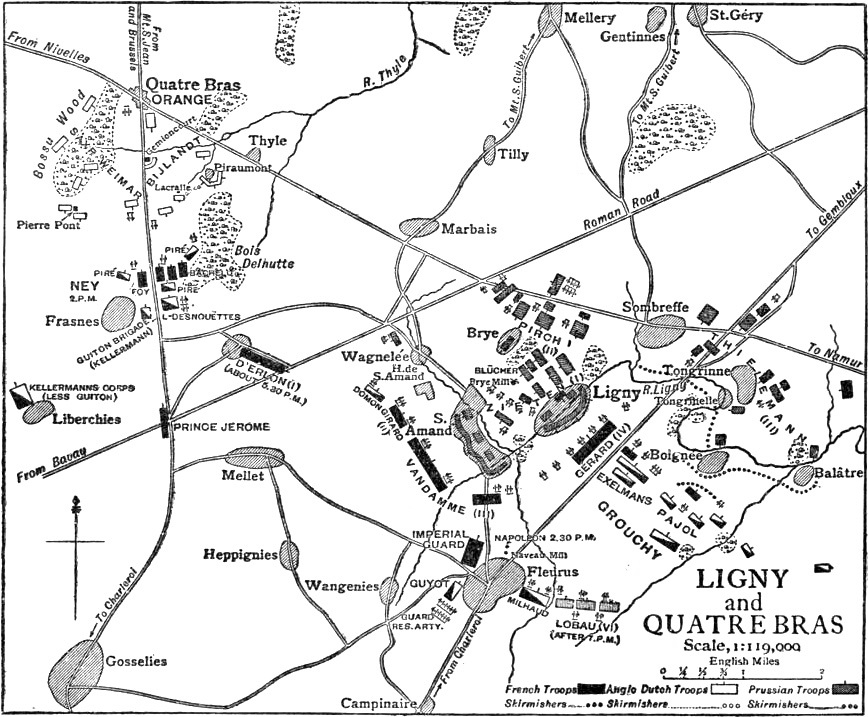
6月16日17:30における古代ローマ街道（The old Roman road）とデルロンの位置

6月16日のカトル・ブラの戦いとリニーの戦いで第1軍団は、相反する命令に従い両戦場の間を行き来し、いずれの戦闘にも参加できず仕舞いに終わった。しかしもし第1軍団がどちらかの戦場に到着していれば、戦役は違う結果になったかもしれなかった。
18日のワーテルローの戦いでは、第1軍団全軍でラ・エイ・サントからパペロットにかけての連合軍中左翼を攻撃した。しかし明確な命令を出さなかったため、ピクトンの部隊に阻まれた。夕刻にラ・エイ・サントを陥落させたが、側面を戦場に到着したプロイセン軍に攻撃され敗北した。
ブルボン王家が復帰するとデルロンは銃殺対象となったことから、ミュンヘン、バイロイトへ亡命、そこで醸造業やカフェを経営した。

## その後

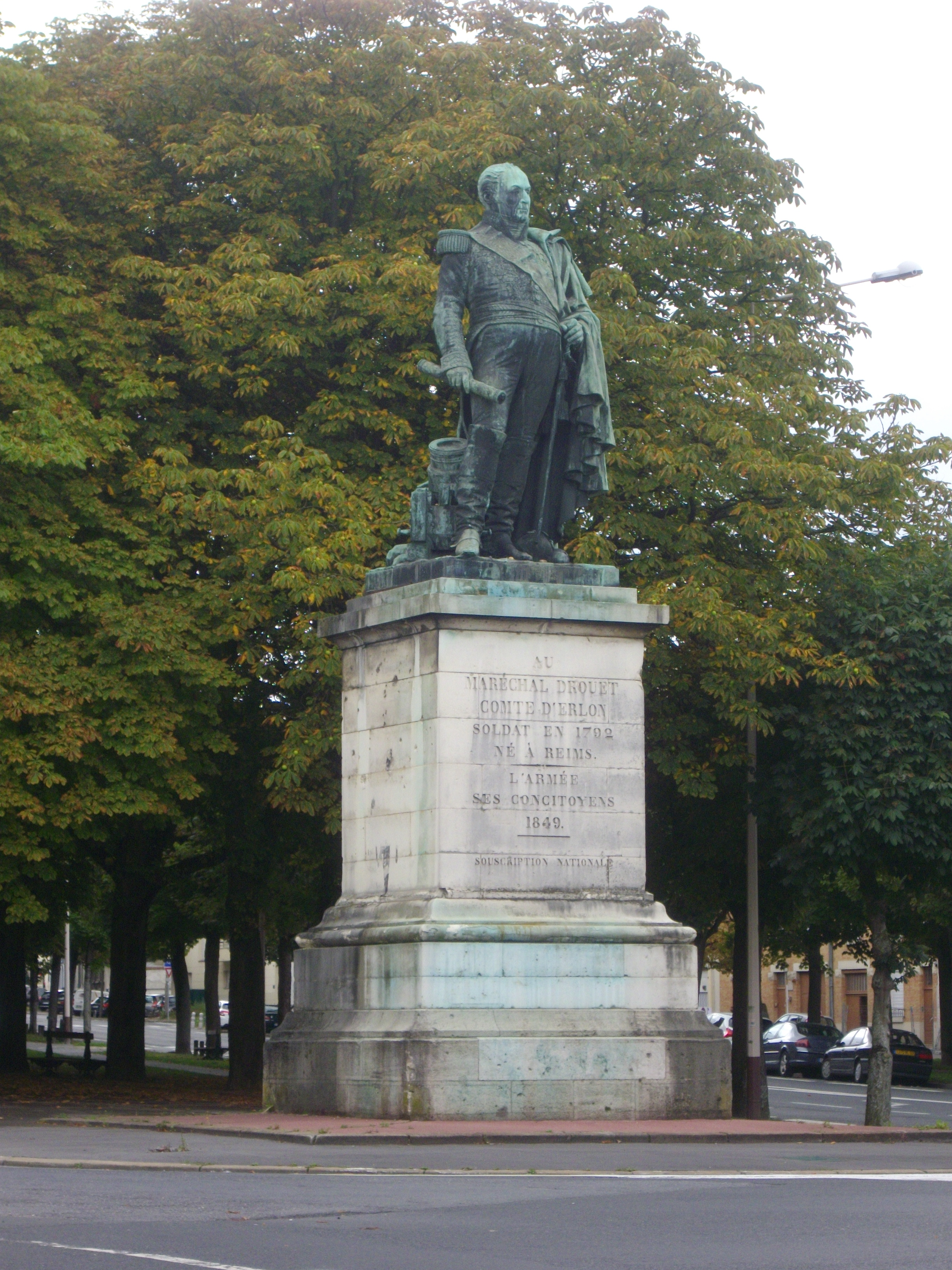
ランスにあるデルロンの銅像

1825年、シャルル10世から恩赦を受け帰国する。
1832年にナントの第12師団長、1834年にフランス領アルジェリア総督となる。1835年にカミーユ・アルフォンス・トレーゼル将軍率いるフランス軍がマクタの戦いで敗北すると、デルロンはフランスに呼び戻され交代させられた。1843年4月9日、フランス元帥となる。翌年1月25日にパリで死去。
エトワール凱旋門に名前を刻まれている。